# 波缘风毛菊
波缘风毛菊（学名：Saussurea undulata）为菊科风毛菊属下的一个种。

## 扩展阅读
維基物種上的相關：波缘风毛菊